# Fly to the Rainbow
| 전문가 평가  | 전문가 평가 |
| 평가 점수    | 평가 점수   |
| 출처         | 점수        |
| ------------ | ----------- |
| AllMusic     | [ 3 ]       |
| Teraz Rock   | [ 4 ]       |
| Sputnikmusic | [ 5 ]       |

《Fly to the Rainbow》는 독일의 하드 록 밴드 스콜피언스의 두 번째 스튜디오 음반이다. 1974년 11월 1일, RCA 레코드를 통해 미국에서 발매되었다. 이 음반은 기타리스트 울리 존 로스와 베이시스트 프란시스 부크홀츠와 함께 발매된 첫 음반이며, 드러머 위르겐 로젠탈이 참여한 유일한 음반이다.

## 배경
《Lonesome Crow》를 지원하기 위해 스콜피언스는 영국의 록 밴드 UFO의 오프닝 공연으로 순회공연을 했다. 투어가 끝날 무렵, 기타리스트 미하엘 쉥커는 UFO의 기타리스트로서 빈자리를 채워달라는 요청을 받고 그 자리를 수락했다. 쉥커의 탈퇴로 밴드는 일시적으로 해체되었지만 루돌프 쉥커와 클라우스 마이네는 결국 밴드 던 로드와 합병했다. 새로운 밴드는 기타리스트 울리 존 로스와 드러머 위르겐 로젠탈, 베이시스트 프란시스 부크홀츠로 구성되었다. 새로운 라인업은 스콜피언스라는 이름을 따서 《Fly to the Rainbow》를 녹음했다. 《Fly to the Rainbow》의 세 곡은 밴드를 떠나기로 한 그의 동의의 일환으로 떠나는 기타리스트 미하옐 쉥커와 공동 작곡되었다.

## 커버 아트
음반의 커버 아트에 대한 코멘트를 부탁받았을 때, 울리 존 로스는 "저 커버가 무엇을 의미하는지 묻지 마세요. 저는 처음부터 그게 싫었어요. 그 당시에는 우스꽝스러워 보였고, 오늘날에도 똑같이 나빠 보입니다. 함부르크에 있는 디자이너 중 한 회사에 의해 이루어졌습니다. 그들은 실제로 《Lonesome Crow》 음반을 잘 만들었지만, 저는 그 때 그들이 비참하게 실패했다고 생각합니다. 그 의미에 대해서는 추측할 수 있을 뿐이지만, 저는 그렇게 하고 싶지 않습니다…."

## 곡 목록
| #  | 제목                    | 작사·작곡                    | 재생 시간 |
| -- | ----------------------- | ---------------------------- | --------- |
| 1. | 〈Speedy's Coming〉     | 루돌프 쉥커, 클라우스 마이네 | 3:36      |
| 2. | 〈They Need a Million〉 | R. 쉥커, 마이네              | 3:32      |
| 3. | 〈Drifting Sun〉        | 울리 존 로스                 | 7:42      |
| 4. | 〈Fly People Fly〉      | 미하옐 쉥커, 마이네          | 5:03      |

| #  | 제목                   | 작사·작곡                | 재생 시간 |
| -- | ---------------------- | ------------------------ | --------- |
| 5. | 〈This Is My Song〉    | R. 쉥커, 마이네          | 4:18      |
| 6. | 〈Far Away〉           | M. 쉥커, R. 쉥커, 마이네 | 5:38      |
| 7. | 〈Fly to the Rainbow〉 | M. 쉥커, 로스            | 9:40      |